# Реакція Угі
Реакція Угі (англ. Ugi reaction) — тандемна (чотирикомпонентна) реакція утворення N-ацил-амінокислоти при взаємодії аміну, карбонової кислоти, альдегіду та ізонітрилу. Використовується в комбінаторній хімії. На смолі може бути іммобілізованим будь-який з компонентів.